# Alexander Ferro
Alexander Ferro (* 4. Juni 1981 in Rotenburg an der Fulda) ist ein deutscher Schlagersänger und Songwriter.

## Leben
Während seiner Schulzeit spielte Ferro als Tanzmusiker in diversen Bands. Während seiner Ausbildung begann Alexander Ferro Musik zu komponieren und Songtexte zu schreiben. Die weitete sich aus. So schrieb er zum Beispiel mit Peter Staab und Ekki Stein den Titel So nah am Paradies für G. G. Anderson.
Anfang 2011 startete Ferro eine Zusammenarbeit mit dem Produzenten Michael Dorth, der u. a. mit Künstlern wie Michael Wendler und den Amigos Erfolge verzeichnen konnte. Im Frühjahr 2011 erschien sein Debüttitel Wenn zwei Herzen Liebe spürn. Sein zweiter Song Ich schreibe Deinen Namen in den Himmel folgte im Herbst 2011. Alexander und Michael Dorth schrieben die Musik zu seinem Text.
Alexander Ferro ist nicht nur als Interpret tätig, sondern komponiert und textet auch für Kollegen.

## Autorenschaften (Auswahl)
- Die Amigos: Ich ruf für uns im Himmel an (2013), Rose im Sand (2013), Nur durch Dich ganz allein (2013), Bis ans Ende der Zeit (2012), Ein Ring der Deinen Namen trägt (2012), Die kleine Bank (2012), Engel lesen Briefe (2012), Weihnachtsmärchen (2012), Ich hab ihn noch nie gesehn (2012), Jedes Jahr zur Weihnachtszeit (2012)
- Tommy Fischer: Blauer Planet (2013), Ich mach mich doch nicht zum Idioten (2013)
- Andy Borg: Verliebte haben den Sommer im Blut (2012)
- G. G. Anderson: So nah am Paradies (2010)
- Die Edlseer: Di will I liabn (2011)
- Frank Neuenfels: Mit dir kann ich leben (2011)
- Larissa Sterner: Komm wir fliegen zum Mars (2011)
- Eike Immel: Frühstück im Bett (2008)
- Stefan Lucca: Manchmal muss man Brücken baun (2012), Ich liebe meine Heimat (2012), Es gibt nur eine Frau in meinem Leben (2012), Du und Ich (2011), Zuerst kam der Sommer (2011), Wum und Bum (2011)
- Die Schmalzler: Auch wenn Ihr Herz durch Dornen ging (2012)
- Melissa Kroess: Wenn es Sommer wird an der Seine (2011)
- Geschwister David: Wir machen Musik mit dem Herzen (2011)
- Grubertaler: Die berühmten drei Worte (2016)

## Diskografie
| Interpret                         | Titel                                   | Erscheinungsjahr |
| --------------------------------- | --------------------------------------- | ---------------- |
| Alexander Ferro                   | Wenn zwei Herzen Liebe spür'n           | 2010             |
| Alexander Ferro                   | Ich schreibe deinen Namen in den Himmel | 2012             |
| Alexander Ferro                   | Magic Moments                           | 2012             |
| Alexander Ferro                   | Die zärtlichste Versuchung              | 2013             |
| Alexander Ferro                   | Nur mit Dir leb ich all meine Träume    | 2013             |
| Alexander Ferro                   | Ein Königreich für Deine Liebe          | 2014             |
| Alexander Ferro                   | Alles riskier'n                         | 2016             |
| Alexander Ferro                   | Bleib doch einfach über Nacht           | 2016             |
| Alexander Ferro                   | Cinderella                              | 2016             |
| Alexander Ferro                   | Das kann doch nicht wahr sein           | 2016             |
| Alexander Ferro                   | Deine Küsse sind der Wahnsinn           | 2016             |
| Alexander Ferro                   | Du hast geweint um ihn heut Nacht       | 2016             |
| Alexander Ferro                   | Hinter den Bergen                       | 2016             |
| Alexander Ferro                   | Immer wenn's am schönsten ist           | 2016             |
| Alexander Ferro                   | Lied ohne Worte                         | 2016             |
| Alexander Ferro                   | So wild und gefährlich                  | 2016             |
| Alexander Ferro                   | Voll ins Herz hinein                    | 2016             |
| Alexander Ferro                   | Warum                                   | 2016             |
| Alexander Ferro                   | Wie für mich gemacht                    | 2016             |
| Natalie Holzner & Alexander Ferro | La bella vita                           | 2017             |
| Alexander Ferro                   | Ich bin dein letzter Gedanke            | 2018             |
| Alexander Ferro                   | Jetzt liegst du neben mir               | 2018             |
| Natalie Holzner & Alexander Ferro | Sommer mit dir                          | 2018             |
| Alexander Ferro                   | Der letzte Sommer                       | 2021             |
| Nur So! & Alexander Ferro         | Cinderella 3.0                          | 2021             |
| Alexander Ferro                   | Das mit uns macht Sinn                  | 2022             |
| Nur So! & Alexander Ferro         | Mit Dir die Liebe spür'n                | 2022             |